# Ion Creangă
Ion Creangă (Humulești, 1º marzo 1837 – Iași, 31 dicembre 1889) è stato uno scrittore rumeno.
Primo di otto figli, venne avviato dai genitori alla carriera religiosa e all'insegnamento. La sua produzione è composta soprattutto da libri e novelle per bambini e ragazzi.

## Origini
Creangă nacque nel villaggio di Humulești, situato ai piedi dei Carpazi orientali, nella regione rumena della Moldavia, nel 1837. Primogenito di otto figli, la madre di Creangă si sforzò affinché suo figlio diventasse un sacerdote della Chiesa ortodossa, che rappresentava una figura tradizionalmente prestigiosa nella cultura di un piccolo villaggio.
Dettagli della giovinezza di Creangă possono essere estratti dalla sua Amintiri din copilărie ("Memorie d'infanzia"). Iniziò il suo percorso formativo a Humuleşti, e proseguì gli studi per un breve periodo a Broșteni prima di fare il suo ritorno a casa per proseguire nella scuola della vicina città di Târgu Neamț.

## Opere
- Racconti dalla giovinezza
- La suocera con tre nuore
- La capra con tre capretti
- Il borsellino con due monete
- Danila Prepeleac
- La favola del maiale
- La favola di Stan Patitul
- La favola di Harap-Alb
- La figlia della vecchia e la figlia del vecchio
- Ivan Turbinca
- Stupidità umana